# Reza Mansouri

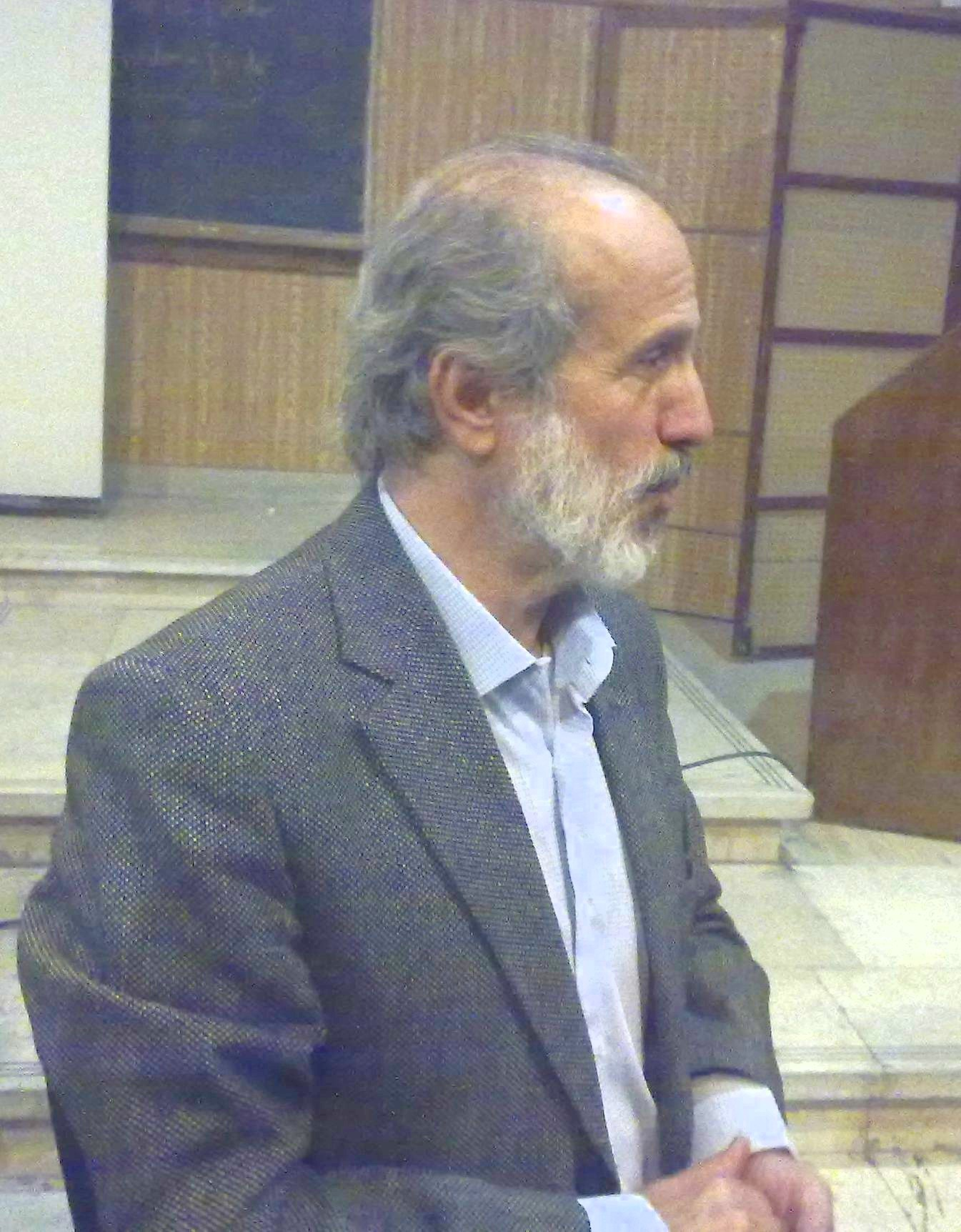
Reza Mansouri

Reza Mansouri (* 8. Januar 1948 in Teheran) ist ein iranischer Physiker.
Mansouri wurde 1972 bei Roman Sexl an der Universität Wien promoviert und war dort fünf Jahre Assistenzprofessor. Er ist Professor an der Sharif University of Technology in Teheran.
Außerdem war er Gastprofessor an der McGill University und er lehrte auch an der Universität Potsdam und der Universität Köln.
Er befasst sich vor allem mit Theorie der Gravitation und Astrophysik. Mit Sexl entwickelte er Testtheorien der speziellen Relativitätstheorie.
Von 2001 bis 2005 war er in der zweiten Regierung von Mohammad Chatami stellvertretender Wissenschaftsminister im Iran und wesentlich verantwortlich für die Beteiligung Irans an internationalen Kollaborationen in der Physik, zum Beispiel am SESAME (Synchrotron) und am LHC. In Teheran ist er einer der Gründer des Institute for Studies in Theoretical Physics and Mathematics (IPM) und steht dessen Schule für Astronomie vor. Er war auch wesentlich an der Planung des nationalen Observatorium auf dem Berg Gargash beteiligt (mit dem 3,4 m Spiegelteleskop INO 340).
Er zählt mit Farhad Ardalan und Mehdi Golshani zu den führenden theoretischen Physikern im Iran.
Mansouri erhielt 1989 den Abdus Salam Prize und er war Alexander von Humboldt Fellow (1978/79). Er ist Fellow der Academy of Sciences for the Developing World (TWAS, 2001) und Mitglied der Akademie der Wissenschaften der Islamischen Republik Iran (1992).
Er war Präsident der Physikalischen Gesellschaft des Iran.